# Mark Birch
Mark Birch (* 1969 Kidderminster) je anglický kytarista, bývalý člen rockové skupiny Wishbone Ash.

## Hudební kariéra
Převážnou část své hudební kariéry prožil koncertováním v oblasti West Midlands, hraním s Neville MacDonaldem ze skupiny Skin. Koncem 90. let ho jeho kamarád Bob Skeat doporučil Andy Powellovi, když se uvolnilo místo kytaristy ve skupině Wishbone Ash. Birch se k Wishbone Ash připojil v roce 1997 a podílel se na tvorbě alb Trance Visionary, Psychic Terrorism a Bare Bones albums. Se skupinou jezdil po turné, kde zpíval sólově ve skladbách jako Persephone a Phoenix. Wishbone Ash opustil v roce 2001.

## Po Wishbone Ash
Po odchodu od Wishbone Ash se Birch věnoval kariéře webového designéra.